# Calliandra chilensis
Calliandra chilensis är en ärtväxtart som beskrevs av George Bentham. Calliandra chilensis ingår i släktet Calliandra och familjen ärtväxter. Inga underarter finns listade i Catalogue of Life.